# Miguel Soroa
Miguel Soroa Goitia, conocido en el mundo de la pelota vasca como Soroa II (Elduayen, 11 de enero de 1926 - Tolosa, 11 de febrero de 2008), fue un pelotari español de la especialidad de mano. 
Fue campeón del manomanista en 1954, siendo este su logró más destacado.

## Biografía
Miguel Soroa nació en 1926 en el caserío Ezpeleta de la pequeña localidad rural guipuzcoana de Elduayen. Nació en el seno de una familia con gran afición a la pelota vasca y a la música. Su padre y dos de sus hermanos fueron pelotaris. Destacó el mayor de sus hermanos, José Ignacio, que fue conocido como Soroa I.
Su carrera profesional fue muy longeva, ya que se prolongó a lo largo de 22 años. Se retiró en 1973 con 47 años de edad. Disputó 1416 partidos de los que ganó 742 y perdió 648, siendo 26 suspendidos por diferentes motivos.
Tras su retirada fundó la empresa de pelota a mano Eskulari y también fue brevemente empresario de la modalidad de remonte.

## Finales Manomanistas
| Año  | Campeón     | Subcampeón  | Tanteo | Frontón  |
| ---- | ----------- | ----------- | ------ | -------- |
| 1954 | Soroa II    | Barberito I | 22-04  | Astelena |
| 1955 | Arriaran II | Soroa II    | 22-13  | Astelena |